# Jannik Vestergaard
Jannik Vestergaard (ur. 3 sierpnia 1992 w Kopenhadze) – duński piłkarz niemieckiego pochodzenia, występujący na pozycji obrońcy w angielskim klubie Leicester City oraz w reprezentacji Danii. Półfinalista Mistrzostw Europy 2020. Uczestnik Mistrzostw Europy 2024.

## Życie prywatne
Jego ojciec jest Duńczykiem, a matka Niemką. Urodził się w Hvidovre, ale dorastał w Kopenhadze
Jego niemiecki dziadek Hannes Schröers i wujek Jan Schröers również byli piłkarzami i grali odpowiednio dla: Fortuny Düsseldorf i Bayer 05 Uerdingen. Jego kuzyn Mika Schröers gra w drużynach młodzieżowych Borussii Mönchengladbach.
Ma dziewczynę o imieniu Pernille, a także psa o imieniu Brady.

## Kariera klubowa
Vestergaard grał dla drużyn młodzieżowych duńskiego Brøndby IF. Karierę w Niemczech rozpoczął w klubie TSG 1899 Hoffenheim. W styczniu 2015 roku przeniósł się do Werderu Brema. 11 czerwca 2016 roku podpisał kontrakt z Borussią Mönchengladbach za kwotę ok. 12 mln euro, oraz premie, które mogą wzrosnąć w zależności od występów zawodnika. 
13 lipca 2018 roku związał się czteroletnim kontraktem z angielskim Southampton F.C..
13 sierpnia 2021 roku przeniósł się do innego angielskiego zespołu Leicester City, w którym zadebiutował następnego dnia w meczu ligi angielskiej z Wolverhampton Wanderers wchodząc na boisko w 62. minucie za Ayoze Péreza. Mecz ten zakończył się wynikiem 1:0 dla Lisów. Z kolei pierwszego gola dla Leicester City strzelił 21 października 2023 roku w meczu drugiej ligi angielskiej z Swansea City w 44. minucie. Był to gol wyrównujący wynik spotkania. W drugiej połowie meczu swoje trafienia dołożyli jeszcze Fatawu oraz Iheanacho. Tym samym spotkanie zakończyło się wynikiem 3:1 dla Leicester City.

## Kariera reprezentacyjna
Vestergaard reprezentował reprezentacje U-18, U-19, U-20, oraz U-21. W sierpniu 2013 roku otrzymał pierwsze powołanie do dorosłej drużyny reprezentacji Danii, a zadebiutował w meczu z Polską. Pierwszą bramkę dla Danii zdobył w starciu ze Szwecją w meczu eliminacyjnym do Mistrzostw Europy w dniu 17 listopada 2015.
Reprezentował drużynę Danii U-21 na Mistrzostwach Europy do lat 21 w Czechach w 2015 roku. W maju 2018 roku Vestergaard znalazł się w szerokiej kadrze Danii we wstępnym składzie 35-osobowym na Mistrzostwa Świata w Piłce Nożnej w Rosji. Na Mundialu był głównie rezerwowym, a jego drużyna narodowa odpadła w ćwierćfinale po serii rzutów karnych z Chorwacją.